# Biła Riczka
Biła Riczka (ukr. Біла Річка) – wieś na Ukrainie w rejonie wierchowińskim obwodu iwanofrankiwskiego.